# Hans-Joachim Lauck
Hans-Joachim Lauck (* 27. September 1937 in Freyburg an der Unstrut, Kreis Querfurt, Provinz Sachsen) ist ein deutscher Politiker (SED). Er war Minister für Schwermaschinen- und Anlagenbau der DDR.

## Leben
Der Sohn eines Arbeiters absolvierte nach dem Besuch der Grundschule von 1951 bis 1955 eine Ausbildung als Betriebsschlosser im VEB Metallschmelz- und Walzwerk Merseburg und studierte anschließend bis 1958 an der Ingenieurschule für Walzwerk- und Hüttentechnik in Riesa mit dem Abschluss als Ingenieur für Walzwerkwesen. Von 1962 bis 1968 absolvierte er ein Fernstudium an der Bergakademie Freiberg mit dem Abschluss als Diplomingenieur für Metallformung. 1985 wurde er zum Dr.-Ing. an der Bergakademie Freiberg promoviert. 
Von 1958 bis 1963 war er zunächst als Assistent des Produktionsdirektors, dann als Produktionsleiter im VEB Stahl- und Walzwerk „Wilhelm Florin“ Hennigsdorf tätig. Von 1963 bis 1969 war er Hauptreferent, Abteilungsleiter und Produktionsdirektor der VVB Stahl- und Walzwerke Berlin. Es folgte eine Tätigkeit als Produktionsdirektor im VEB Qualitäts- und Edelstahl-Kombinat Hennigsdorf. Von 1970 bis 1979 war er schließlich Direktor des VEB Stahl- und Walzwerkes Brandenburg und von 1979 bis 1986 Generaldirektor des VEB Qualitäts- und Edelstahlkombinates Brandenburg. In dieser Funktion sorgte er für eine nachdrückliche Förderung der BSG Stahl Brandenburg.
Von Juli 1986 bis November 1989 war er als Nachfolger von Rolf Kersten Minister für Schwermaschinen- und Anlagenbau und seit November 1986 auch Mitglied des Ministerrates der DDR. Am 11. Januar 1990 wurde er erneut von der Volkskammer zum Mitglied des Ministerrates gewählt, am 15. Januar 1990 trat er die Nachfolge von Karl Grünheid als Minister für Maschinenbau in der Regierung Modrow an und blieb bis zum Regierungswechsel im April 1990 im Amt. Danach war er bis Oktober 1990 Unterabteilungsleiter für Maschinenbau im Wirtschaftsministerium der Regierung de Maizière.
Von 1951 bis 1964 war Lauck Mitglied der FDJ und trat 1963 in die SED ein. 1975/76 studierte er an der Parteihochschule „Karl Marx“ beim ZK der SED. Lauck war Mitglied der SED-Kreisleitung Brandenburg und mehrere Jahre Stadtverordneter der Stadt Brandenburg (Havel).
In seinem Ruhestand lebt Lauck wieder in seiner Heimatstadt Freyburg an der Unstrut.

## Auszeichnungen
- 1987 Vaterländischer Verdienstorden in Gold
- 2017 Ehrenmitglied des FC Stahl Brandenburg[3]